# Bernard II d'Embrun
Pour les articles homonymes, voir Bernard II.
Les frères de Sainte-Marthe disent que d'après les cartulaires des abbayes de  Saint-André d'Avignon et de Boscodon, Bernard occupe le siège d'Embrun pendant les années 1365 et 1366. C'est là tout ce qu'on sait de lui.